# Moses Lake North
Moses Lake North – jednostka osadnicza w Stanach Zjednoczonych, w stanie Waszyngton, w hrabstwie Grant.